# Hamlet oder Die lange Nacht nimmt ein Ende
Hamlet oder Die lange Nacht nimmt ein Ende ist der letzte Roman des deutschen Schriftstellers Alfred Döblin und erschien 1956 im Rütten & Loening Verlag in der Deutschen Demokratischen Republik. Nachdem Döblin von mehreren westdeutschen Verlagen abgelehnt wurde, überzeugte ihn der Dichter und Chefredakteur der Zeitschrift Sinn und Form Peter Huchel von einer Publikation in der DDR. Für die Veröffentlichung im Ost-Berliner Verlag musste Döblin das Schlusskapitel ändern. Das Erscheinen des Romans 1957 im westdeutschen Langen Müller Verlag erlebte der Schriftsteller nicht.
Döblin erzählt von der Heimkehr des verwundeten englischen Soldaten Edward Allison und dessen Versuch, in seiner engeren sozialen Umgebung die Ursachen des Zweiten Weltkrieges zu erfahren. Als sich Gordon Allison, ein ehemals erfolgreicher Schriftsteller, von der Hartnäckigkeit seines Sohnes stark bedrängt fühlt, schlägt er ihm vor, sich gegenseitig Geschichten im Kreis der Familie und Verwandten wie Freunden zu erzählen, um Edward zumindest kurzzeitig abzulenken. An Giovanni Boccaccios epochales Werk Decamerone angelehnt, erzählen sich die Allisons und ihre Freunde Märchen, Klassiker wie König Lear, Hamlet, die Liebesfahrt des Kreuzritters Jaufré Rudel zu seiner Gräfin von Tripolis sowie antike Mythen und entlarven schließlich dadurch ihre eigenen Lebenslügen.

## Entstehung
Alfred Döblin begann den Roman 1945 im amerikanischen Exil und beendete ihn 1946 in Baden-Baden. Wie schon mit seinem vorherigen Erzählwerk November 1918 hatte Döblin erhebliche Schwierigkeiten das fertige Manuskript in einem westdeutschen Verlag unterzubringen. Zehn Jahre später besuchten der Germanist Hans Mayer, Peter Huchel, begleitet von Eberhard Meckel und dessen Sohn Christoph, den an Parkinson erkrankten Schriftsteller im Kurhaus Höchenschwand und gewannen ihn für eine Veröffentlichung in der DDR. Döblin, der mit einem Erscheinen seines letzten Romans zu Lebzeiten nicht mehr gerechnet hatte, stimmte dem zu. Alsdann wurden Vorabdrucke des Romans in Huchels Zeitschrift Sinn und Form veröffentlicht. Die Veröffentlichung in der DDR hatte jedoch Auswirkungen auf das Romanende. Die Hauptfigur Edward Allison tritt nicht in einem Kloster ein, sondern tritt – eine Reminiszenz an der Handlung des Romans Berlin Alexanderplatz – in der Großstadt auf.

## Rezeption
Ludwig Marcuse plädierte in der Frankfurter Allgemeinen für den Roman und schlug seinen Freund Döblin inoffiziell für den Nobelpreis vor. Der Roman erfuhr in Westdeutschland teils harsche Kritik. Ludwig Pesch behauptete „zu viel Absicht und zu wenig Kunst.“ Liselotte Grevel ordnet den Roman wegen seiner Dokumentation der fragilen Nachkriegsgesellschaft der Trümmerliteratur zu.

## Textausgaben
- Alfred Döblin: Hamlet oder Die lange Nacht nimmt ein Ende. Rütten & Loening, 1956 (Erstausgabe).
- Alfred Döblin: Hamlet oder Die lange Nacht nimmt ein Ende. Neuedition, Walter, Olten und Breisgau 1966, ISBN 978-3-530-16631-6 (Ausgabe 1983).
- Alfred Döblin: Hamlet oder Die lange Nacht nimmt ein Ende. dtv, München 2000, ISBN 978-3-423-12737-0.
- Alfred Döblin: Hamlet oder Die lange Nacht nimmt ein Ende. S. Fischer, Frankfurt am Main 2008, ISBN 978-3-10-015552-8.